# Басеги (заповедник)
Запове́дник Басе́ги — государственный природный заповедник в Пермском крае, Россия.
Основан 1 октября 1982 года (Постановлением СМ РСФСР № 531) с целью сохранения крупного массива коренных среднеуральских елово-пихтовых лесов, расположенных в предгорьях хребта Басеги. На момент организации площадь заповедника составляла 19,З тысячи гектаров; в его территорию вошли три горных вершины, образующие хребет Басеги, и прилегающий к ним лесной массив.
В 1993 году заповедник был расширен (распоряжение СМ РФ № 244-р от 15 февраля 1993 года) за счёт его бывшей охранной зоны, состоявшей частично из невырубленных коренных лесов, частично — из относительно молодых вырубок. В результате расширения территории общая площадь заповедника составляет 37 935 га, охранная зона вдоль границ заповедника 21 345 га (Решение № 29 Пермского облисполкома от 02.02.1983 г.; Распоряжение Администрации Пермской области от 18.11.93 № 557-р).
Заповедник находится в ведении Министерства природных ресурсов и экологии Российской Федерации. Администрация заповедника расположена в городе Гремячинске, по адресу: Гремячинск, ул. Ленина, дом 100.

## Географическое положение
Государственный заповедник Басеги расположен на территории Гремячинского городского округа и Горнозаводского муниципального района Пермского края. В территорию заповедника входит горный хребет Басеги и прилегающие к нему участки предгорий. Заповедник находится на водоразделе рек Усьвы и Вильвы — притоков реки Чусовой. Территория расположена в пределах западного макросклона Главного Уральского хребта.

## Климат
Среднегодовое количество осадков — 730 мм колеблется от 450 мм до 1100 мм. Среднегодовая температура воздуха от −1,0 до −1,4 °C. Максимальные температуры летом могут достигать +40,0 °C, минимальные зимой до −48 °C. Особенностью климата данной местности являются холодная зима и прохладное лето с резкими суточными колебаниями температур.

## Флора и фауна
Фауна заповедника насчитывает более 520 видов животных, в том числе свыше 45 редких. В заповеднике обитает 51 вид млекопитающих, более 150 видов птиц, 2 вида рептилий, 17 видов рыб и 3 вида амфибий. Флора типична для таёжной зоны, однако в Басегах обитают 17 видов растений, не встречающихся больше нигде в мире, 14 реликтов доледникового и послеледникового периодов, 5 реликтов ледникового периода, 3 вида растений занесены в Красную книгу России (калипсо луковичная, шиверекия подольская, лобария лёгочная), 24 вида — в Красную книгу среднего Урала.

### Виды заповедника, включённые вКрасную книгу РФ
- Лишайники:

Лобария лёгочная (Lobaria pulmonaria)
- Покрытосеменные:

Калипсо луковичная (Calypso bulbosa)
Надбородник безлистный (Epipogium aphyllum)
- Беспозвоночные:

Мнемозина (Parnassius mnemosyne)
Шмель необыкновенный (Bombus paradoxus)
- Рыбы:

Европейский хариус (Thymallus thymallus)
Обыкновенный подкаменщик (Cottus gobio)
Обыкновенный таймень (Hucho taimen)
- Птицы:

Беркут (Aquila chrysaetos)
Большой кроншнеп (Numenius arquata)
Вертлявая камышевка (Acrocephalus paludicola)
Европейская белая лазоревка (Parus cyanus cyanus)
Серый сорокопут (Lanius excubitor)
Орлан-белохвост (Haliaeetus albicilla)
Сапсан (Falco peregrinus)
Скопа (Pandion haliaetus)
Филин (Bubo bubo)
Чёрный аист (Ciconia nigra)

## Примечание
1. 1 2  Тодор Христов. География туризма. Учебник для вузов. — Litres, 2022-04-02. — 302 с. — ISBN 978-5-04-288194-7.
2. ↑  Денис Фокин. Приволжье. Большая книга по краеведению. — Litres, 2022-02-02. — 241 с. — ISBN 978-5-457-41131-9.
3. ↑  Климат и гидрография. www.basegi.ru. Дата обращения: 16 апреля 2022. Архивировано 26 декабря 2021 года.
4. ↑  Флора и фауна заповедника «Басеги». www.basegi.ru. Дата обращения: 16 апреля 2022. Архивировано 26 декабря 2021 года.